# Armin A. Steinkamm
Armin Arne Steinkamm (* 14. März 1940 in Berlin; † 14. Juni 2021) war ein deutscher Rechtswissenschaftler. Er war Professor für Öffentliches Recht mit Spezialgebiet  Wehr- und Völkerrechts der Fakultät für Staats- und Sozialwissenschaften der Universität der Bundeswehr München in Neubiberg und Mitherausgeber der Neuen Zeitschrift für Wehrrecht. Von 1987 bis 1991 war er Vorsitzender des Verbandes der Reservisten der Deutschen Bundeswehr.

## Leben

### Herkunft und Wehrdienst
Steinkamm wurde 1940 als einer von drei Söhnen eines praktizierenden Gynäkologen, nachmaligen Leiters der Städtischen Frauenklinik in Osnabrück, in Berlin geboren; nach der Evakuierung der Familie 1944 wuchs er in Osnabrück auf. Dort legte er 1959 sein Abitur ab und leistete sodann, trotz Weißen Jahrgangs, 18 Monate freiwillig Wehrdienst bei der Bundeswehr. 1960 wurde er zum Leutnant ernannt.
Der wehrübende Reserveoffizier wurde 1989 durch Generalleutnant Harald Schulz, stellvertretender Inspekteur des Heeres, zum Oberst der Reserve befördert. Er war u. a. beim Stab der 1. Gebirgsdivision in Garmisch-Partenkirchen eingesetzt.

### Jurastudium
Ab 1960 studierte er Rechtswissenschaften und Politische Wissenschaften sowie Volkswirtschaftslehre an der Universität Genf, der Universität Hamburg, der Ludwig-Maximilians-Universität München, der Julius-Maximilians-Universität Würzburg und der Hochschule für Politik München (Dipl. sc. pol. Univ.). Nach der Ersten juristischen Staatsprüfung absolvierte er mit Unterbrechung ab 1967 sein Referendariat am Oberlandesgericht München. 1971 folgte die Zweite juristische Staatsprüfung.
1964 wurde er Wissenschaftlicher Mitarbeiter bzw. Assistent an den Instituten für Wehrrecht und Völkerrecht der Universität Würzburg und 1965 beim Völkerrechtler Friedrich August Freiherr von der Heydte mit der Dissertation Die völkerrechtliche Stellung der paramilitärischen Verbände und der SBZ zum Doktor beider Rechte (Dr. iur. utr.) promoviert. 

### Erste berufliche Schritte
Er war von 1967 bis 1969 zeitweise ehrenamtlicher Referent für Außen- und Wehrpolitik, Öffentlicher Dienst, Polizei, Juristen und Sport in der CSU-Landesleitung in München. Bei der Bundestagswahl 1969 kandidierte er erfolglos auf dem 44. Platz der Landesliste Bayern der CSU. Sie erreichte 9,5 Prozent der Zweitstimmen und sicherte sich 49 Sitz, davon 34 Direktmandate.
Von 1968 bis 1971 war er Vorstandsassistent des Hubschrauber- und Flugzeugherstellers Bölkow GmbH und Stabsabteilungsleiter des Luft- und Raumfahrtkonzerns Messerschmitt-Bölkow-Blohm (MBB) in Ottobrunn bei München.
Im Jahre 1970 wurde er Leiter des Forschungsinstituts für Sicherheit, Strategie und internationale Fragen (FSSF) der CSU-nahen Hanns-Seidel-Stiftung in München, welches 1973 in das Institut für Internationale Beziehungen und Zusammenarbeit (heute: Institut für Internationale Begegnung und Zusammenarbeit (IBZ)) überführt wurde.

### Gründungsmitglied der Universität der Bundeswehr
Steinkamm war 1972/73 stellvertretender Vorsitzender des Gründungsausschusses der Münchner Bundeswehrhochschule. Von 1973 bis zu seiner Emeritierung 2005 bekleidete er die ordentliche Professur für Öffentliches Recht unter besonderer Berücksichtigung des Wehr- und Völkerrechts an der dortigen Sozialwissenschaftlichen Fakultät. 1983 wurde er Vorstand des Instituts für Internationale Politik, Sicherheitspolitik, Wehr- und Völkerrecht. Später (2002) wurde im Senatssaal eine durch ihn gestiftete Bronzebüste des Widerstandskämpfers gegen den Nationalsozialismus Oberst Claus Schenk Graf von Stauffenberg aufgestellt. An seinem Lehrstuhl wurde intensiv zur Inneren Sicherheit, zu Wehrrechtssystemen und zur zivil-militärischen Zusammenarbeit geforscht. So entstanden ca. fünfzehn Dissertationen zum „Europäischen Wehrrechtsvergleich“, zu seinen akademischen Schülern gehören u. a. Andreas von Block-Schlesier, Dieter Budde, Dirk Freudenberg, Uwe Gail, Martin Lindner, Alexander Poretschkin und Tade Matthias Spranger.
Überdies war Steinkamm ab 1973 Mitglied des Lehrkörpers und ab 1990 des Senats der Hochschule für Politik München.
Steinkamm ist Autor zahlreicher Beiträge und Aufsätze u. a. in der Max Planck Encyclopedia of Public International Law. Er verfasste mehrere Rechtsgutachten und war wiederholt als Sachverständiger beim Rechtsausschuss des Deutschen Bundestages geladen. Als Experte nahm er an Tagungen, Konferenzen, Kongressen und Seminaren teil, etwa der Friedrich-Ebert-Stiftung und der Hanns-Seidel-Stiftung. So war er 2004 auch Teilnehmer der Konferenzen zur Deutschen Außenpolitik der Akademie für Politik und Zeitgeschehen innerhalb der Hanns-Seidel-Stiftung. Steinkamm organisierte in den 1990er Jahren die Münchener Wehrrechtsgespräche der Deutschen Gesellschaft für Wehrrecht und Humanitäres Völkerrecht (deren stellvertretender Vorsitzender er seit 1973 war) und des Instituts für Wehrrecht der Universität der Bundeswehr an der Sanitätsakademie der Bundeswehr in München mit. Für die Dachorganisation Société Internationale de Droit Militaire et de Droit de la Guerre war er ab 1975 als Membre Conseil de Direction tätig.
Von 1985 an war er Herausgeber der Schriftenreihe Sicherheit und Recht des Instituts für Wehrrecht der Bundeswehruniversität und Mitherausgeber (mit Klaus Dau) der im Luchterhand Fachverlag erscheinenden Neuen Zeitschrift für Wehrrecht.

### Ehrenamtliches Engagement
Ehrenamtlich war er vielfältig engagiert, so ab 1970 als Generalsekretär des Peutinger-Kollegiums zu München und ab 1975 als stellvertretender Chefredakteur des hauseigenen Bayerischen Monatsspiegels. 1971 war er Gründungsmitglied des Lions Club München-Arabellapark. Er wurde 1996 Präsidiumsmitglied der Deutschen Gesellschaft für Kulturgüterschutz sowie 1998 Mitglied des Kuratoriums (ab 1999 Vorsitzender) der Deutschen Olympischen Gesellschaft, der Gesellschaft für Wehr- und Sicherheitspolitik und des Bonner Schutzforums/Gesellschaft für Friedenssicherung und angewandte Humanität. 1999 wurde er Mitglied der Wissenschaftskommission beim Bundesministerium für Landesverteidigung der Republik Österreich. Er wurde 1989 Mitglied (ab 1994 stellvertretender Sprecher) des Beirats Innere Führung.
Seit 1960 war Steinkamm Mitglied des Reservistenverbandes. 1970/71 fertigte er mit dem Militärsoziologen Dietmar Schössler die Reservisten-Enquête an, die Grundlage für die Reservistenkonzeption der Bundeswehr wurde. Von 1983 bis 1986 war er Vorsitzender der Kreisgruppe München-Stadt im Reservistenverband; sein Nachfolger wurde Ferdinand Nibler. Zunächst Bundesschatzmeister und Mitglied des Bundesvorstandes, war er von 1987 bis 1991 als Nachfolger des Bundestagsabgeordneten Helmuth Möhring (SPD) Präsident des Reservistenverbandes. Danach wurde er Ehrenpräsident und Beauftragter für die mittel- und osteuropäischen Staaten.
1994 wurde er Präsident der Arbeitsgemeinschaft der Reservisten-, Soldaten- und Traditionsverbände in Bayern, die dem Beirat Reservistenarbeit beim Reservistenverband angehört. Von 1988 bis 1994 war er Vizepräsident der Confédération Interalliée des Officiers de Réserve (CIOR) und ab 1995 Gründungspräsident bzw. Vizepräsident der Arbeitsgemeinschaft mitteleuropäischer Reservisten- und Offizier-Verbände Gaminger Initiative, einer Nachfolgeinitiative der Gaminger Gespräche der Österreichischen Offiziersgesellschaft.

### Familie
Steinkamm war verheiratet.

## Auszeichnungen
- 1967: 1. Preis des internationalen Preisausschreibens 1967 der Société Internationale de Droit Militaire et de Droit de la Guerre[5] für das Buch Die Streitkräfte im Kriegsvölkerrecht[20]
- 1968: Preis der Universität Würzburg[5]
- 1982: Großes Ehrenkreuz für Verdienste um die Republik Österreich
- 1984: Bundesverdienstkreuz am Bande[2]
- 1992: Bundesverdienstkreuz 1. Klasse[21][18]
- 1994: Ehrenpräsident des Verbandes der Reservisten der Deutschen Bundeswehr[18]
- 1995: Ehrenkreuz der Bundeswehr in Gold
- 1997: Großes Silbernes Ehrenzeichen für Verdienste um die Republik Österreich[2]
- 1997: Médaille d’or des Services militaires volontaires durch den französischen Verteidigungsminister Charles Millon als erster deutscher Reserveoffizier und einer der wenigen ausländischen Offiziere überhaupt für „seine besonders anerkennungswerten Leistungen um die Verteidigung Frankreichs und seiner Streitkräfte“[19]
- 1998: Ehrendolch der Honvéd-Armee durch den ungarischen Verteidigungsminister
- 2006: Bayerischer Verdienstorden[22]

## Schriften (Auswahl)
- Die Streitkräfte im Kriegsvölkerrecht (= Würzburger wehrwissenschaftliche Abhandlungen. Bd. 1). Holzner, Würzburg 1967.
- mit Dietmar Schössler (Bearb.): Reservist 71, 72. Eine kritische Bestandsaufnahme des Reservistenverbandes (= Studien zu Politik und Strategie. Bd. 3). Hrsg. vom Verband der Reservisten der Deutschen Bundeswehr, Mönch Verlagsgesellschaft, Bonn 1972.
- mit Heinrich Kipp, Franz Mayer (Hrsg.): Um Recht und Freiheit. Festschrift für Friedrich August von der Heydte zur Vollendung des 70. Lebensjahres dargebracht von Freunden, Schülern und Kollegen. 2 Bände. Duncker & Humblot, Berlin 1977, ISBN 3-428-03862-2.
- mit Jörg Manfred Mössner (Hrsg.): Gesetzessammlung HSBw. Bundesgesetze und völkerrechtliche Verträge für Studium und Praxis. Boorberg, Stuttgart u. a. 1981 ff.
- mit Florian Gerster (Hrsg.): Armee 2000: Wehrpflicht und Reservistenkonzeption (= Wehrdienst und Gesellschaft. Bd. 1). Nomos, Baden-Baden 1990, ISBN 3-7890-2112-1.
- mit Jürgen Schwarz (Hrsg.) Rechtliche und politische Probleme des Einsatzes der Bundeswehr "out of area". Protokoll und Dokumentation eines Symposium der Universität der Bundeswehr München am 12. und 13.12.1991 (= Sicherheit und Recht. Bd. 8). Nomos, Baden-Baden 1993, ISBN 3-7890-2983-1.
- (Hrsg.): Gerhard Constantin Treutlein: Gegenströmungen. Essays zur Zeit. BMS Verlag, München 1994, ISBN 3-926697-10-5.
- Die neue Bundeswehr. Erweiterte Aufgaben und neue Strukturen. Sonderdruck des Bayerischen Monatsspiegels mit einer Dokumentation der Vortragsveranstaltung des Peutinger-Collegiums zu München. Bayerischer Monatsspiegel, München 1995.
- mit Joachim Jäger, Helmut Koetzsche, Horst Kruse, Annita Cladder-Micus, Hermann Kohaus, Ingeburg Josting, Almuth Harnest: Kriminalitätsvorbeugung im öffentlichen Verkehrsraum (= ILS-Schriften. 104). ILS–Institut für Landes- und Stadtentwicklungsforschung, Dortmund 1996, ISBN 3-8176-6104-5.
- mit Ferenc Majoros, Bernhard W. Krack (Hrsg.): Politik. Geschichte, Recht und Sicherheit. Festschrift für Gerhard Ritter. Aus Anlass seines achtzigsten Geburtstages dargebracht von Freunden, Schülern und Kollegen. Ergon, Würzburg 1996, ISBN 3-928034-87-1.
- (Hrsg.): Konzept zur Verbesserung der inneren Sicherheit und Ordnung der Stadt Görlitz. Unter Einbeziehung einschlägiger Anregungen für die Region und für eine deutsch-polnische Zusammenarbeit auf kommunaler Ebene. Universität der Bundeswehr München, München 1996, ISBN 3-926697-15-6.
- mit Knut Ipsen, Christian Raap, Torsten Stein (Hrsg.): Wehrrecht und Friedenssicherung: Festschrift für Klaus Dau zum 65. Geburtstag. Luchterhand, Neuwied u. a. 1999, ISBN 3-472-03023-2.
- mit Dietmar Schössler (Hrsg.): Wehrhafte Demokratie 2000 – zu Wehrpflicht und Wehrstruktur. Politische, rechtliche, gesellschaftliche und militärische Dimensionen des Wehrstrukturproblems der Bundesrepublik Deutschland in der "postkonfrontativen Periode". Dokumentation des "Wehrstruktur-Symposiums" des Instituts für Internationale Politik, Sicherheitspolitik, Wehr- und Völkerrecht der Universität der Bundeswehr, München vom 17. bis 19. Juli 1996 in München mit ergänzenden Beiträgen (= Wehrdienst und Gesellschaft. Bd. 5). Nomos, Baden-Baden 1999, ISBN 3-7890-6298-7.
- (Hrsg.): Frauen im militärischen Waffendienst. Rechtliche, politische, soziologische und militärische Aspekte des Einsatzes von Frauen in den Streitkräften unter besonderer Berücksichtigung der Deutschen Bundeswehr und des Österreichischen Bundesheeres (= Wehrdienst und Gesellschaft. Bd. 6). Nomos, Baden-Baden 2001, ISBN 3-7890-7407-1.
- Der Irak-Krieg: Eine Herausforderung an das Völkerrecht (= Wissenschaftliche Reihe der Österreichischen Gesellschaft für Landesverteidigung und Sicherheitspolitik. 7). Österreichische Gesellschaft für Landesverteidigung und Sicherheitspolitik, Wien 2004.
- mit Heinrich Oberreuter, Hanns-Frank Seller (Hrsg.): Weltpolitik im 21. Jahrhundert. Perspektiven zur neuen internationalen Staatenordnung. Festschrift für Jürgen Schwarz. VS Verlag für Sozialwissenschaften, Wiesbaden 2004, ISBN 3-531-14198-8.